# برویتسم
برویتسم (به آلمانی: Broitzem) یک منطقهٔ مسکونی در آلمان است که در براونشوایگ واقع شده‌است. برویتسم ۶٬۰۷۳ نفر جمعیت دارد.